# Picton Castle
Picton Castle är ett slott i Storbritannien.   Det ligger i kommunen Pembrokeshire och riksdelen Wales, i den södra delen av landet, 300 km väster om huvudstaden London. Picton Castle ligger 47 meter över havet.
Terrängen runt Picton Castle är platt.Runt Picton Castle är det ganska tätbefolkat, med 70 invånare per kvadratkilometer. Närmaste större samhälle är Haverfordwest, 6,1 km väster om Picton Castle. Trakten runt Picton Castle består i huvudsak av gräsmarker.